# Котис IX
Котис IX (на старогръцки: Κότυς), Cotys IX, Kotys IX; * 10) е тракийски Сапейски цар на Одриското царство заедно с брат му Реметалк II от 19 до 38 г. и римски клиент цар на Малка Армения от 38 до 47 г.

## Биография
Котис IX е вторият син на car Котис III (12 – 19) и Антония Трифена († ок. 49), дъщеря на понтийския владетел Полемон I и на царица Питодорида и правнучка на триумвира Марк Антоний и бъдеща царица на Понт.
По-големият му брат Реметалк II става цар на сапеите и Одриското царство 18 – 38 г.
Котис IX е възпитаван в дома на Ливия Друзила в Рим заедно с римския император Калигула. През 38 г. (малко по-късно от брат му) Калигула чрез решение на Сената му дава Малка Армения (Armenia minor). и по-късно провинция Камениста Арабия (Arabia Petraea). По-късно Клавдий го сваля от трона и дава Армения през 48 г. на арменския цар Митридат.